# Lasse Ekholm
Lasse Ekholm, född 22 maj 1936 i Örebro, död 25 april 2019, var en svensk barn- och ungdomsboksförfattare som fram till sin död var bosatt på Värmdö i Stockholms skärgård. Lasse Ekholm utexaminerades från Lärarhögskolan i Stockholm 1958. Han arbetade som lärare, radio- och TV-producent och som viltvårdare i Zambia 1971–72. Han var medlem av Svenska barnboksakademien 1995–1999.
Ekholm skrev ett trettiotal barn- och ungdomsböcker, många för ungdomar med läs- och skrivsvårigheter. Han var först i Sverige med att ordna en skrivarverkstad på Internet. Där skrev han tillsammans med 500 ungdomar boken "Idolens hemlighet". Denna digitala skrivarstuga var en del av Skolverkets projekt Det svenska skoldatanätet.